# Кочегурт
Кочегурт — деревня в Селтинском районе Удмуртской республики.

## География
Находится в западной части Удмуртии на расстоянии приблизительно 13 км на юг по прямой от районного центра села Селты.

## История
Известна с 1873 года как починок с 15 дворами, в 1893 — 36 дворов, в 1905 — 42, в 1924 (уже деревня) — 52. До 2021 года входила в состав Новомоньинского сельского поселения.

## Население
Постоянное население составляло 139 человек (1873), 230 (1893, удмурты), 285(1905), 308 (1924), 93 человека в 2002 году (удмурты 92 %), 65 в 2012.